# Loquard
Loquard is een plaats in de Duitse gemeente Krummhörn, deelstaat Nedersaksen, en telt 614 inwoners (2012).